# 池之上格
池之上 格（いけのうえ とおる、1954年5月19日 - ）は、鹿児島県垂水市出身の元プロ野球選手（投手・内野手）。
アメリカンフットボールXリーグ・オービックシーガルズの池之上貴裕は親戚。

## 来歴

### プロ入り前
鹿児島県屈指の進学校・鶴丸高校では3年次の1972年に春の県大会準々決勝で鹿児島商との延長18回引分け再試合を制すると決勝では鹿児島商工に延長10回完投勝利して優勝。夏の県大会は準々決勝へ進出するが、照国高に敗退。

### プロ入り後
同年のドラフト3位で南海ホークスに投手として入団し、最初の3年間は二軍で鍛えられる。
1976年4月10日の日本ハム戦（大阪）で初登板を果たすと、翌11日には早くも初勝利を挙げた。同年7月25日の近鉄戦（大阪）では1イニング3暴投の日本記録と1イニング11失点のパ・リーグワースト記録を喫した。
1977年10月6日の日本ハム戦（後楽園）では消化試合ながら僅か90球で完封勝利を記録した。
1978年には14勝でウエスタン・リーグ最多勝を獲得するなど活躍を期待されるも伸び悩み、オーバースロー、サイドスロー、スリークォーターと次々フォームを変更。
1979年はウエスタンで6勝9敗、126回投げて防御率4.79であった。
1980年に内野手へ転向するが、入団時から野手転向まで、二軍の打撃成績は50打数23安打・打率.460と野手顔負けの数字を残していた。
1981年頃から一軍に定着し、長打力は無いものの小技とガッツ溢れるプレー、勝負強い打撃で内野の控えや代打の切り札として活躍。短く持ったバットを肩に担ぐ様な構えで球に食らいつき、死球が多かったが、粘り強い打者であった。守備では内野のユーティリティープレイヤーであった。同僚からの人望もあり、2年間も選手会長を務めていた。
1983年には1番・一塁手に定着して83試合に先発出場し、規定打席には届かなかったが、打率.265・7本塁打の好成績を記録する。
1984年には長打力のあるクリス・ナイマンの入団で定位置を追われるが、三塁手として立石充男と併用される。
1985年も三塁手のレギュラーを山村善則と争う。
1986年は故障もあって出場機会に恵まれず、同年限りで自由契約になる。
1987年にプロ入り時の南海コーチであった古葉竹識が監督に就任した横浜大洋ホエールズへテスト入団し、新天地でも内野のユーティリティプレイヤーや代打として起用される。同年の大晦日に放送された『ビートたけしのスポーツ大将』のスピンオフ特番『元祖ビートたけしのマラソン野球』に出場し、草野球の投手相手に三振している。
1988年引退。

### 引退後
引退後は大洋スコアラー（1989年）を経て、1990年からは古巣・南海の後身であるダイエーにスカウトとして復帰し、小久保裕紀・井口資仁・川崎宗則を担当。1990年の沖縄・読谷で行われた春季キャンプでは、この年に就任した田淵幸一監督と法大時代にバッテリーを組んだ1学年後輩の山中正竹がキャンプ地を視察していた。山中はバルセロナオリンピック野球日本代表監督に就任しており、田淵は「これからのことは、山中にすべて聞け!」と、池之上を紹介している。山中は大分県出身で、池之上とは同じ九州人として、馬が合った。池之上は定期的に開催された全日本の合宿や大会に全て帯同し、現場には廣岡知男・牧野直隆・山本英一郎などアマチュア球界の重鎮が集まるほか、高校、大学、社会人の指導者も集結する中で、山中を通じてネットワークを構築。当初、ダイエーはバルセロナの本大会への視察を予定していなかったが、池之上は、編成トップの球団本部長宛にリポート用紙5枚の手紙を書いた。
2000年は世界少年野球推進財団に勤務。
2001年からは阪神タイガースに移籍。編成面の強化を図りたい球団の意向があり、野村克也監督（南海入団時の監督兼捕手）はこの人事に際して強く推した。鳥谷敬・安藤優也・能見篤史・植田海などを担当し、2016年には企画・編成担当、2019年には虎風荘副寮長を歴任。
2020年退団。2018年には甲状腺乳頭癌を患い、約7時間の手術を受けた。神経を傷つけると声を失う危険性もあったが、無事であった。退団後は球界から一線を引き、2021年1月から大阪府門真市に本社を置く物流企業「SEHIRO」にシニアマネジャーとして勤務。70人のドライバーとのグループLINEを通じた業務連絡で、安全に仕事を回す役職であり、一人ひとりのドライバーに対し、愛情を注いだメッセージを送信している。

## 詳細情報

### 年度別投手成績
| 年 度     | 球 団     | 登 板 | 先 発 | 完 投 | 完 封 | 無 四 球 | 勝 利 | 敗 戦 | セ 丨 ブ | ホ 丨 ル ド | 勝 率 | 打 者 | 投 球 回 | 被 安 打 | 被 本 塁 打 | 与 四 球 | 敬 遠 | 与 死 球 | 奪 三 振 | 暴 投 | ボ 丨 ク | 失 点 | 自 責 点 | 防 御 率 | W H I P |
| --------- | --------- | ----- | ----- | ----- | ----- | -------- | ----- | ----- | -------- | ----------- | ----- | ----- | -------- | -------- | ----------- | -------- | ----- | -------- | -------- | ----- | -------- | ----- | -------- | -------- | ------- |
| 1976      | 南海      | 14    | 0     | 0     | 0     | 0        | 1     | 0     | 0        | --          | 1.000 | 144   | 32.0     | 34       | 4           | 19       | 0     | 1        | 15       | 4     | 0        | 24    | 23       | 6.47     | 1.66    |
| 1977      | 南海      | 3     | 2     | 1     | 1     | 0        | 1     | 0     | 0        | --          | 1.000 | 62    | 16.0     | 10       | 1           | 4        | 1     | 2        | 5        | 0     | 0        | 5     | 5        | 2.81     | 0.88    |
| 1978      | 南海      | 5     | 0     | 0     | 0     | 0        | 0     | 0     | 0        | --          | ----  | 27    | 3.2      | 13       | 1           | 2        | 0     | 1        | 4        | 0     | 0        | 10    | 7        | 15.75    | 4.09    |
| 通算：3年 | 通算：3年 | 22    | 2     | 1     | 1     | 0        | 2     | 0     | 0        | --          | 1.000 | 233   | 51.2     | 57       | 6           | 25       | 1     | 4        | 24       | 4     | 0        | 39    | 35       | 6.06     | 1.59    |

### 年度別打撃成績
| 年 度      | 球 団      | 試 合 | 打 席 | 打 数 | 得 点 | 安 打 | 二 塁 打 | 三 塁 打 | 本 塁 打 | 塁 打 | 打 点 | 盗 塁 | 盗 塁 死 | 犠 打 | 犠 飛 | 四 球 | 敬 遠 | 死 球 | 三 振 | 併 殺 打 | 打 率 | 出 塁 率 | 長 打 率 | O P S |
| ---------- | ---------- | ----- | ----- | ----- | ----- | ----- | -------- | -------- | -------- | ----- | ----- | ----- | -------- | ----- | ----- | ----- | ----- | ----- | ----- | -------- | ----- | -------- | -------- | ----- |
| 1976       | 南海       | 14    | 0     | 0     | 0     | 0     | 0        | 0        | 0        | 0     | 0     | 0     | 0        | 0     | 0     | 0     | 0     | 0     | 0     | 0        | ----  | ----     | ----     | ----  |
| 1977       | 南海       | 3     | 0     | 0     | 0     | 0     | 0        | 0        | 0        | 0     | 0     | 0     | 0        | 0     | 0     | 0     | 0     | 0     | 0     | 0        | ----  | ----     | ----     | ----  |
| 1978       | 南海       | 8     | 0     | 0     | 0     | 0     | 0        | 0        | 0        | 0     | 0     | 0     | 0        | 0     | 0     | 0     | 0     | 0     | 0     | 0        | ----  | ----     | ----     | ----  |
| 1980       | 南海       | 1     | 3     | 3     | 0     | 1     | 0        | 0        | 0        | 1     | 0     | 0     | 0        | 0     | 0     | 0     | 0     | 0     | 0     | 0        | .333  | .333     | .333     | .667  |
| 1981       | 南海       | 50    | 23    | 23    | 8     | 5     | 0        | 2        | 0        | 9     | 0     | 1     | 0        | 0     | 0     | 0     | 0     | 0     | 2     | 2        | .217  | .217     | .391     | .609  |
| 1982       | 南海       | 67    | 20    | 18    | 9     | 4     | 2        | 0        | 0        | 6     | 3     | 0     | 0        | 0     | 0     | 1     | 0     | 1     | 2     | 0        | .222  | .300     | .333     | .633  |
| 1983       | 南海       | 120   | 389   | 336   | 48    | 89    | 14       | 1        | 7        | 126   | 32    | 5     | 5        | 18    | 2     | 17    | 1     | 16    | 35    | 8        | .265  | .329     | .375     | .704  |
| 1984       | 南海       | 94    | 221   | 184   | 25    | 47    | 5        | 0        | 4        | 64    | 14    | 3     | 1        | 19    | 0     | 10    | 0     | 8     | 20    | 2        | .255  | .322     | .348     | .670  |
| 1985       | 南海       | 100   | 273   | 239   | 28    | 72    | 15       | 0        | 2        | 93    | 35    | 4     | 2        | 4     | 2     | 19    | 0     | 9     | 23    | 6        | .301  | .372     | .389     | .761  |
| 1986       | 南海       | 7     | 8     | 8     | 0     | 0     | 0        | 0        | 0        | 0     | 0     | 0     | 0        | 0     | 0     | 0     | 0     | 0     | 2     | 1        | .000  | .000     | .000     | .000  |
| 1987       | 大洋       | 62    | 107   | 97    | 10    | 26    | 5        | 2        | 0        | 35    | 5     | 0     | 2        | 4     | 0     | 4     | 0     | 2     | 12    | 2        | .268  | .311     | .361     | .672  |
| 1988       | 大洋       | 44    | 50    | 44    | 4     | 12    | 3        | 0        | 2        | 21    | 8     | 0     | 0        | 2     | 0     | 0     | 0     | 4     | 7     | 2        | .273  | .333     | .477     | .811  |
| 通算：12年 | 通算：12年 | 570   | 1094  | 952   | 132   | 256   | 44       | 5        | 15       | 355   | 97    | 13    | 10       | 47    | 4     | 51    | 1     | 40    | 103   | 23       | .269  | .331     | .373     | .704  |

- 各年度の太字はリーグ最高

### 記録
投手記録
- 初登板：1976年4月10日、対日本ハムファイターズ前期1回戦（大阪スタヂアム）、9回表に2番手で救援登板・完了、1回無失点
- 初勝利：1976年4月11日、対日本ハムファイターズ前期2回戦（大阪スタヂアム）、6回表無死に2番手で救援登板・完了、4回無失点
- 初奪三振：同上、6回表に上垣内誠から
- 初先発：1977年8月31日、対阪急ブレーブス後期12回戦（県営富山球場）、6回0/3を5失点
- 初先発勝利・初完投勝利・初完封勝利：1977年10月6日、対日本ハムファイターズ後期13回戦（後楽園球場）[1]

打撃記録
- 野手での先発出場：1980年11月7日、対近鉄バファローズ13回戦（大阪スタヂアム）、7番・一塁手として先発出場
- 初安打：同上、7回裏に福井保夫から単打
- 初打点：1982年7月11日、対西武ライオンズ後期3回戦（西武ライオンズ球場）、8回表に工藤公康から適時二塁打
- 初本塁打：1983年5月3日、対近鉄バファローズ4回戦（藤井寺球場）、6回表に良川昌美からソロ

### 背番号
- 36 （1973年 - 1982年）
- 15 （1983年 - 1986年）
- 67 （1987年 - 1988年）